# Hendrik Jan Smidt

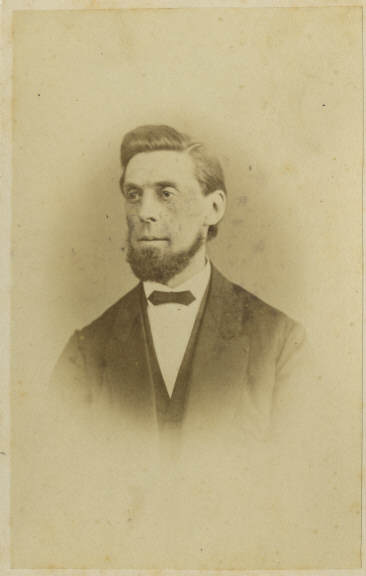
Hendrik Jan Smidt

Hendrik Jan Smidt (* 11. Oktober 1831 in Assen, Provinz Drenthe; † 14. März 1917 in Den Haag) war ein niederländischer Politiker der 1885 gegründeten Liberale Unie, der bereits zuvor als Liberaler zwischen 1871 und 1877 Mitglied der Zweiten Kammer der Generalstaaten sowie im Kabinett Kappeyne van de Coppello von 1877 bis 1879 Justizminister war. Danach war er zwischen 1881 und 1885 Mitglied des Staatsrates (Raad van State) sowie von 1885 bis 1888 Gouverneur von Niederländisch-Guayana. Nachdem er zwischen 1888 und 1891 wieder Mitglied der Zweiten Kammer der Generalstaaten war, fungierte er von 1891 bis 1894 im Kabinett Van Tienhoven wieder als Justizminister. Während dieser Zeit kam es 1893 zur Verabschiedung des Insolvenzgesetzes (Faillissementswet).

## Leben

### Mitglied der Zweiten Kammer, Justizminister im Kabinett Kappeyne und Staatsrat
Hendrik Jan Smidt, dessen aus Ostfriesland stammender Vater Kaufmann, stellvertretender Bezirksrichter und Ratsherr von Assen war, war Archivar und Urkundsbeamter des Parlaments (Provinciale Staten) der Provinz Drenthe. Am 3. März 1871 wurde er für den zum Ministerpräsidenten ernannten Johan Rudolf Thorbecke für die Liberalen erstmals Mitglied der Zweiten Kammer der Generalstaaten, des Unterhauses des Parlaments (Generalstaaten), und vertrat in dieser bis zum 3. November 1877 den Wahlkreis Assen.
Im Kabinett Kappeyne van de Coppello übernahm Tak van Poortvliet am 7. November 1877 das Amt als Justizminister (Minister van Justitie) und bekleidete dieses bis zum 20. August 1879. Als Justizminister arbeitete er an einem neuen Strafgesetzbuch (Wetboek van Strafrecht) und legte 1879 einen Gesetzentwurf vor.
Durch Königlichen Erlass vom 13. Februar 1881 wurde Smidt zum Mitglied des Staatsrates (Raad van State) ernannt und gehörte diesem Verfassungsorgan zur Beratung der Regierung vom 25. März 1881 bis zum 1. Juni 1885 an. Während dieser Zeit trat er der am 4. März 1885 gegründeten Liberalen Union (Liberale Unie) bei.

### Gouverneur von Suriname, Wiederwahl in die Zweite Kammer und Justizminister im Kabinett Van Tienhoven

Hendrik Jan Smidt als Gouverneur von Niederländisch-Guayana.

Als Nachfolger von Johannes Herbert August Willem van Heerdt tot Eversberg wurde Hendrik Jan Smidt durch Königlichen Erlass vom 12. Mai 1885 zum Gouverneur von Niederländisch-Guayana ernannt und bekleidete dieses Amt zwischen dem 30. Juli 1885 und dem 18. Juli 1888, woraufhin Warmolt Tonckens dieses Amt kommissarisch übernahm.
Nach seiner Rückkehr wurde er für die Liberale Unie bei der Parlamentswahl am 6. März 1888 wieder zum Mitglied der Zweiten Kammer der Generalstaaten gewählt und vertrat in dieser vom 11. September 1888 bis zum 21. August 1891 den Wahlkreis Emmen. Bei der Wahl konnte er sich gegen Maurits van Asch van Wijck von der Anti-Revolutionaire Partij (ARP) durchsetzen. Als Abgeordneter sprach er hauptsächlich über Wasserwirtschaft, juristische Themen, Suriname und Bildung. Er war auch Mitglied des parlamentarischen Untersuchungsausschusses zu den Bedingungen in Fabriken und Werkstätten (Parlementaire enquête naar de toestand in fabrieken en werkplaatsen). Bei der Parlamentswahl am 8. Juni 1891 setzte er sich gegen Jan van Alphen von der ARP durch, verzichtete aber aufgrund seiner darauf folgenden Ernennung zum Minister auf das Mandat.
Am 21. August 1891 wurde Hendrik Jan Smidt wieder als Justizminister (Minister van Justitie) in das Kabinett Van Tienhoven berufen und bekleidete dieses Amt bis zum 8. Mai 1894. 1893 wurde das Insolvenzgesetz (Faillissementswet) verabschiedet, wodurch nur Kaufleute nicht mehr für bankrott erklärt werden konnten. Bisher wurden Nichtkaufleute für offensichtlich zahlungsunfähig erklärt, wenn sie ihren Verpflichtungen nicht nachkommen konnten. Die Insolvenzerklärung wurde von einem Bezirksgericht (Arrondissementsrechtbank) nach Anhörung des Schuldners ausgesprochen. Der Schuldner selbst oder auch deren Gläubiger konnten zur Vermeidung der Zwangsvollstreckung eine Erklärung. Es bestand ferner auch die Möglichkeit, bei der Staatsanwaltschaft (Openbaar Ministerie) Insolvenz anzumelden. Durch den Konkurs verlor der Schuldner die Kontrolle über sein gesamtes Vermögen, die dann an den treuhänderischen Insolvenzverwalter (Curator) überging. Für die Abwicklung des Insolvenzverfahrens war der Insolvenzverwalter zuständig. Ebenfalls 1893 brachte er zusammen mit Minister für Wasserwirtschaft, Handel und Industrie Cornelis Lely das Markengesetz (Merkenwet) ein, welches Amt für gewerbliches Eigentum (Bureau voor de industriële eigendom) einrichtete, das mit der Eintragung von Fabrik- und Markenzeichen betraut war und die Eintragung aus bestimmten Gründen verweigern konnte. Beispielsweise durfte die Marke nicht bereits von einer anderen Person eingetragen worden sein oder gegen die guten Sitten verstoßen.
Vor seinem Ausscheiden aus der Regierung am 9. Mai 1894 kandidierte Smidt für die Liberale Union bei einer Nachwahl im Bezirk Alkmaar im Juni 1894 für ein Mandat in der Zweiten Kammer, unterlag allerdings dem liberalen Anti-Takkianer Adrianus Petrus de Lange. Daraufhin übernahm er keine weiteren politischen Ämter mehr, sondern wechselte in die Wirtschaft und war unter anderem Mitglied des Aufsichtsrates der Drenther Dampfschifffahrtsgesellschaft Drentsche Stoomboot-Maatschappij sowie 1901 auch Mitglied des Aufsichtsrates des Königlichen Postdienstes in Westindien (Koninklijke West-Indische Maildienst).

## Schriften
- Geschiedenis van het Wetboek van Strafrecht, 1881–1886